# 伯特·巴卡拉克
伯特·巴卡拉克（Burt Freeman Bacharach，1928年5月12日—2023年2月8日
），美国歌手。他同时也是一个词曲作者、作曲家、唱片制作人及钢琴家。他一生共获得过六次格莱美奖与三次奥斯卡奖。他的音乐流派是流行乐，在20世纪50年代末到20世纪80年代他因流行乐而广为人知。他所在的乐队的大多数作品的歌词都是由巴哈拉赫和大卫两人所写（乐队人员见图表）。
乐队大多数的热门单曲都是由迪翁沃里克所编写，但乐队早期在这方面的工作都是由吉·麦克代尼尔斯与吉·皮特尼完成。随着乐队的初步成功，巴哈拉赫接着给木匠乐队、史普林菲尔德、博比金特里、杰克·狄香农、汤姆·琼斯、 赫布·阿尔帕特、BJ·托马斯等。
截至2014年，巴哈拉赫分别有73支单曲与52支单曲在美国与英国挤进了排行榜前40名。